# San Ferdinando di Puglia

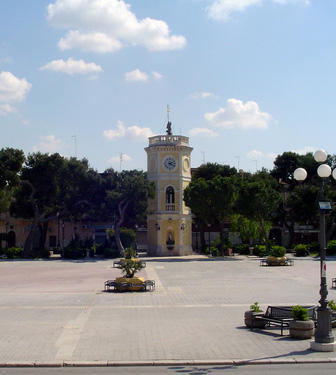
San Ferdinando di Puglia: Piazza Umberto I und Uhrturm

San Ferdinando di Puglia ist eine italienische Gemeinde mit 13.625 Einwohnern (Stand 31. Dezember 2023) in der Provinz Barletta-Andria-Trani, Region Apulien. Die Gemeinde war vor 2008 Bestandteil der Provinz Foggia.
Die Nachbarorte von San Ferdinando di Puglia sind Barletta (BA), Canosa di Puglia (BA), Cerignola und Trinitapoli.

## Bevölkerungsentwicklung
San Ferdinando di Puglia zählt 4.972 Privathaushalte. Zwischen 1991 und 2001 stieg die Einwohnerzahl von 13.840 auf 14.361. Dies entspricht einem prozentualen Zuwachs von 3,8 %.

## Gemeindepartnerschaften
Partnergemeinde von San Ferdinando ist die italienische Gemeinde Lariano n der Region Latium.

## Persönlichkeiten
- Fernando Di Leo (1932–2003), Filmregisseur und Drehbuchautor
- Emanuele Bombini (* 1959), Radrennfahrer und Sportlicher Leiter